# Ferganosuchus
Ferganosuchus je izumrla vrsta gaviala (vrsta krokodila), ki je živel v srednjem eocenu. Fosilni ostanki tega krokodila so bili odkriti v Kazahstanu in Kirgizistanu.